# Римницька битва (1789)
Римни́цька би́тва відбулася 11 (22) вересня 1789 над річкою Римник. В ній російська армія під керівництвом Олександра Суворова розбила вчетверо більшу турецьку армію.
Турецький головнокомандувач великий візир Юсуф-паша, скувавши демонстративними діями головні сили російської армії в районі Ізмаїла, направив свої основні сили (близько 100 тис. вояків, головним чином кіннота) проти союзного Росії 18-тис. австрійського корпусу принца Кобурзького, що розташовувався в районі Фокшан. Отримавши звістку про рух турків, Олександр Суворов, загін якого розташовувався в районі Бирлада, в ніч на 8 (19) вересня виступив з 7 тис. воїнами на допомогу союзникам. Пройшовши за 2,5 діб близько 100 км, російські війська прибули у Фокшани раніше турків; встановивши, що турки не чекають нападу і розташувалися в чотирьох таборах між річками Римна і Римник, Суворов, який взяв командування над російський-австрійськими військами, вирішив перейти у наступ. Зробивши 14-км нічний марш, російсько-австрійські війська раптово атакували перший турецький табір. Відбиваючи вогнем каре контратаки численної турецької кінноти, російсько-австрійські війська рішучими ударами послідовно опанували трьома турецькими таборами, після чого супротивник розпочав панічно тікати. Втрати союзників склали близько 700 людей, турки втратили, за різними даними, від 6 до 20 тис.  убитими і пораненими, всю артилерію і обоз. Суворов за перемогу при Римнику отримав титул графа Римницького.